# Liobagrus reinii
Liobagrus reinii är en fiskart som beskrevs av Hilgendorf, 1878. Liobagrus reinii ingår i släktet Liobagrus och familjen Amblycipitidae. Inga underarter finns listade i Catalogue of Life.